# Bignona
Bignona è una città del Senegal sudoccidentale. Appartiene alla regione di Ziguinchor ed è il capoluogo dell'omonimo dipartimento.
Sorge nella bassa Casamance, fra il confine gambiano e il fiume Casamance, nella sottile striscia di territorio senegalese posta a sud del Gambia.